# Vasikaiset
Vasikaiset är en ö i Finland. Den ligger i sjön Saimen och i kommunen Puumala i den ekonomiska regionen  S:t Michel och landskapet Södra Savolax, i den södra delen av landet, 220 km nordost om huvudstaden Helsingfors. Öns area är 2,2 hektar och dess största längd är 310 meter i nord-sydlig riktning.